# Andrew Wakefield
Andrew Jeremy Wakefield (Eton, 3 settembre 1956) è un ex medico britannico.
È conosciuto soprattutto per una pubblicazione scientifica fraudolenta del 1998 in cui sosteneva l'esistenza, ormai smentita, di una correlazione tra la somministrazione del vaccino trivalente MPR (morbillo, parotite, rosolia) e l'insorgenza di patologie come autismo e malattie infiammatorie croniche intestinali.
La notorietà degli studi di Wakefield e le conseguenti raccomandazioni diffusesi verso il pubblico contro l'uso del vaccino trivalente MPR, senza un controllo da parte delle autorità sanitarie, sono correlate a una diminuzione delle vaccinazioni in Gran Bretagna e a un corrispondente aumento del numero di casi di morbillo, che hanno portato episodi gravi e morti.
Le falsificazioni presenti nello studio non furono subito individuate dal General Medical Council (l'ordine dei medici britannico) da altri studi e articoli scientifici, bensì in seguito a un'indagine giornalistica di Brian Deer del Sunday Times. Lo studio fu ritirato nel 2010 dopo che si scoprì che Wakefield era stato pagato per alterare i risultati della ricerca al fine di creare una base scientifica che desse sostegno a una serie di cause giudiziarie intentate da un avvocato nei confronti di case farmaceutiche produttrici dei vaccini. Inoltre, si scoprì che egli aveva anche brevettato un sistema di vaccini singoli proprio per sostituire il preparato trivalente che, in quella ricerca, aveva additato come causa dell'autismo.

## Lo studio fraudolento su vaccini e autismo
Il lavoro di Wakefield determinò nel Regno Unito un drastico calo delle coperture vaccinali ed in numerosi Paesi il mancato raggiungimento di adeguati livelli di immunizzazione, con conseguente aumento dell'incidenza del morbillo e delle sue complicanze. Nella comunità scientifica il lavoro di Wakefield stimolò un'ampia discussione e già i primi studi scientifici, condotti negli anni immediatamente successivi, smentirono i risultati della ricerca del medico inglese. Nel 2004 il giornalista Brian Deer condusse un'accurata inchiesta che mise in evidenza come la ricerca di Wakefield fosse stata condotta in modo irregolare, con finalità prevalentemente economiche. Nel 2010 Wakefield venne espulso dall'ordine dei medici britannico, mentre lo studio venne ritirato da “Lancet”. Le ricerche scientifiche condotte negli anni più recenti confermano l'inconsistenza della relazione tra vaccino MPR e autismo, mettendo in luce la possibile associazione con altri fattori, come presenza di un processo autoimmunitario, iperattivazione dei mastociti a livello ipotalamico, utilizzo del paracetamolo in bambini geneticamente predisposti.
Dopo quattro anni dalla pubblicazione dell'articolo nel 1998, nessun altro ricercatore era riuscito a riprodurre i risultati di Wakefield od a confermare la sua ipotesi sulla correlazione tra disturbi gastrointestinali infantili ed autismo. In un'inchiesta del 2004 del Sunday Times il reporter Brian Deer rilevò un conflitto di interessi economici non dichiarato da parte di Wakefield; a causa del conflitto di interesse la maggior parte dei suoi coautori ritirò il supporto sull'interpretazione degli studi.
Il General Medical Council britannico avviò un'indagine per condotta antiscientifica su Wakefield e due suoi ex colleghi. Gli investigatori analizzarono le numerose scoperte di Deer su Wakefield, tra cui l'aver sottoposto senza necessità bambini autistici a punture lombari e altre procedure mediche invasive non necessarie, come colonscopie, e l'aver agito senza la necessaria approvazione etica da parte di un comitato di controllo istituzionale.
Il 28 gennaio 2010 un tribunale di cinque membri designati del GMC trovò provate le accuse, tra cui quattro episodi di disonestà e dodici episodi di abuso su bambini mentalmente disagiati. I giudici stabilirono che Wakefield era “venuto meno ai suoi obblighi di consulente responsabile”, sia agendo contro gli interessi dei suoi pazienti sia agendo “in modo disonesto e irresponsabile” nelle sue ricerche pubblicate. Sulla base delle conclusioni del GMC la rivista scientifica Lancet pubblicò immediatamente una completa ritrattazione dell'articolo del 1998 evidenziando che i contenuti del manoscritto erano stati falsificati.
Nel maggio 2010 Wakefield venne radiato dal Medical Register con una dichiarazione di falsificazione disonesta delle ricerche sul Lancet e da allora non può esercitare la professione medica nel Regno Unito. Nel gennaio 2011 un articolo di Brian Deer sul British Medical Journal era accompagnato da un editoriale che definiva il lavoro di Wakefield come una "frode elaborata”.
In un secondo articolo Deer dichiarò come Wakefield contasse di lanciare un'iniziativa commerciale approfittando della paura della vaccinazione MPR, guadagnando dai test medici e dalle "cause scatenate dai test". Nel novembre 2011 un ulteriore articolo del Journal rivelò che, in base ai dati originali, i bambini coinvolti nella ricerca di Wakefield non soffrivano di malattie infiammatorie croniche intestinali, contrariamente a quanto sostenuto dal medico sul Lancet.
Wakefield ha continuato a difendere le sue ricerche e le sue conclusioni, negando che si trattasse di frode, di bufala o di scopo di lucro.

### La strumentalizzazione antivaccinista
Nella propaganda dei movimenti antivaccinisti si afferma la legittimità del lavoro di Wakefield e si usa, ad esempio, la sentenza del marzo 2012 dell'alta corte britannica, che sancisce il reintegro del dott. Walker Smith, come una prova che Wakefield fosse anch'egli da reintegrare e che quindi nulla del suo comportamento fosse censurabile; in realtà una corretta analisi della decisione del GMC mostra come le responsabilità tra Walker-Smith e Wakefield fossero molto differenti, essendo quelle di quest'ultimo molto più gravi, ad esempio “il fatto di aver condotto ricerche su soggetti per scopi di ricerca (e non clinici) senza sentire il parere del comitato etico. Un'altra, molto grave, era di non aver reso noto ai suoi co-firmatari il conflitto di interesse nella ricerca”.

### Cinema
Andrew Wakefield ha diretto due documentari. Il primo, Vaxxed - Il film che non vogliono tu veda (Vaxxed: From Cover-Up to Catastrophe, 2016) è un documentario pseudoscientifico che vuole supportare le tesi complottiste dell'antivaccinismo. Il secondo, 1986: The Act, uscito nel 2020, è incentrato sulla legge statunitense National Childhood Vaccine Injury Act firmata nel 1986 da Ronald Reagan al fine di garantire una fornitura stabile del mercato dei vaccini, eliminando la potenziale responsabilità finanziaria dei produttori di vaccini nel caso di richieste di risarcimento danni.

### Covid-19
Wakefield ha sostenuto che la pandemia di COVID-19 sarebbe una bufala e nessuno dovrebbe vaccinarsi.

## Vita privata
Dal 2018 al 2021 è stato fidanzato con l'attrice e modella Elle Macpherson.

## Filmografia
- Vaxxed - Il film che non vogliono tu veda (Vaxxed: From Cover-Up to Catastrophe) - documentario (2016)
- 1986: The Act (2020)